# Eurybia donna
Eurybia donna is een vlindersoort uit de familie van de prachtvlinders (Riodinidae), onderfamilie Riodininae.
Eurybia donna werd in 1862 beschreven door C. & R. Felder.